# كيفين انغريسو
كيفين انغريسو (10 فبراير 1993 بهامبورغ في ألمانيا - ) هو لاعب كرة قدم فلبيني في مركز الوسط. شارك مع منتخب ألمانيا الوطني لكرة القدم تحت 15 سنة ‏ ومنتخب الفلبين لكرة القدم. أما مع النوادي، فقد لعب مع نادي سيريس–نيغروس ونادي هامبورغ وSV Drochtersen/Assel ‏ ونادي هامبورغ 2 ‏ وVfR Neumünster ‏.

## وصلات خارجية
- كيفين انغريسو على موقع قاعدة بيانات كرة القدم.إي يو (الإنجليزية)
- كيفين انغريسو على موقع ناشيونال فوتبول تيمز (الإنجليزية)
- كيفين انغريسو على موقع Soccerway.com (الإنجليزية)
- كيفين انغريسو على موقع عالم كرة القدم.نت (الإنجليزية)